# ブルガリア人民共和国英雄
ブルガリア人民共和国英雄（ブルガリアじんみんきょうわこくえいゆう、ブルガリア語: Герой на Народна република България、英:Hero of the People's Republic of Bulgaria）は、ブルガリア人民共和国での最高位の勲章である。

## ステータス
この勲章は、1948 年6 月 15 日に第 6 回大国民議会の幹部会の布告によって設立された。
ブルガリア人民共和国の防衛において示された功績に対して、同国国務院によってブルガリア国民や同盟国の首脳および外国人に授与される。
受賞者には、「金星章」ランク、「ゲオルギ・ディミトロフ」勲章、 国務院からの記念証書、および1回限りの賞金1,500レフが授与される。 
同じ称号で2回目と3回目に授与された場合のみ、 「ゴールデンスター」金星章メダルが授与され、「ゲオルギ・ディミトロフ」勲章が授与される 
複数回受賞者は出生地に複数回銅の胸像が建てられ、外国人である場合は国務院が定めた場所に設置されている。 

## 説明
金星章は直径 34 mm の様式化された五芒星の形をしており、裏面には「HERO OF NR BULGARIA」と3行で書かれている。メダルは胸の左側の長方形のプレートに取り付けられた赤いリボンに着用される。
1948年6月15日 から1991年3月21日まで、第7回大国民議会政令1094号の変更によりブルガリア人民共和国（NRB）の表彰制度が大幅に変更され、58名に「ブルガリア人民共和国英雄」の名誉称号が授与された。 

## 受賞者
- ルーベン・アヴラモフ（1980年、BKP中央委員会書記兼大臣）
- グルディ・アタナソフ（党派、BKP中央委員会メンバー、大使）
- イワン・アラクリエフ（1988年、党派、BKP中央委員会中央委員）
- アレクサンダー・アレクサンドロフ　(1988; 宇宙飛行士、准将)
- ユーリー・アンドロポフ　(1983 年、CPSU 中央委員会書記長、陸軍大将)
- ムラデン・イサエフ（1982年9月22日；詩人、翻訳家、政治家）
- イワン・イワノフ　(1978; 党派、医師、教授)
- ゲオルギ・イワノフ　(1979; 宇宙飛行士、中将)
- キリル・ヴィディンスキー　(1985、パルチザン、軍人、将軍)
- アレクセイ・エリセーエフ　(1979; 宇宙飛行士、ソ連)
- ゲオルギー・カラスラヴォフ　(1974; 作家、学者)
- サヴァ・ガノフスキー　(1967 年、党派、BKP 中央委員会メンバー、学者)
- ストヤン・カラジョフ　(1985; 俳優、BKP 中央委員会メンバー)
- ヨルダン・ギュレメゾフ　(1970年; BKP中央委員会および労働組合中央委員会の委員)
- ペタル・ゲオルギエフ　(1971; 党ジャーナリスト)
- ゲオルギ・ゲオルギエフ　(1977; 船員)
- ドラゴイ・コジェイコフ　(1971; 労働組合活動家)
- ザハリ・ザハリエフ　(1974; 1954 – 1956 年国防副大臣、大佐)
- ヴィクトル・サヴィヌイフ　(1988; 宇宙飛行士、ソ連)
- カメン・ジダロフ　(1982; 劇作家、詩人)
- トドル・ジフコフ　(1971、1981; BKP 中央委員会書記長および国務院議長)
- ドブリ・ジュロフ　(1976年; BKP中央委員会政治局員、国防大臣、陸軍大将)
- エンチョ・ステイコフ　(1971?; BKP 中央委員会メンバー)
- ウラジミール・ストイチェフ　(1978、1982; BOK 議長、大佐)
- ディミタール・ストヤノフ　 (1989 年、内務大臣、BKP 中央委員会メンバー、大佐)
- アナトリー・ソロヴィヨフ　(1988; 宇宙飛行士、ソ連)
- ペコ・タコフ　(1979; BKP 中央委員会メンバーおよび国務院副議長)
- ゲオルギ・タネフ　(1986; 内務大臣、少将)
- コンスタンチン・チェルネンコ　(1984; CPSU 中央委員会書記長)
- ゲオルギ・チャンコフ　(1987; BKP 中央委員会政治局員)
- ディモ・ディチェフ（1972年；BKP中央委員会委員、国家安全保障部長）
- ランボ・テオロフ　(1989; 党派、外交官)
- ウラジミール・トペンチャロフ　(1986; ジャーナリスト、学者)
- ゲオルギー・トライコフ　(1968 年; BZNS PP 議長および国会議長)
- スラフチョ・トランスキ　(1979; 党派、BKP メンバー、大佐)
- ラダ・トドロヴァ　(1982; BKP 中央委員会のメンバー)
- ツォラ・ドラゴイチェワ　(1968 年; BKP 中央委員会政治局員および大臣)
- フョードル・トルブヒン　(1979 年または 1981 年、ソ連元帥、死後)
- ストヤン・トンチェフ　(1982 年、BZNS 会員、通信大臣)
- ベラ・ナチェヴァ　(1989; 党派、BKP 中央委員会メンバー)
- ストユ・ネデルチェフ＝チョチョル(1978; 党派司令官、軍人、少将)
- エリザベタ・バグリヤーナ　(1983; 詩人)
- トドル・パブロフ　(1970 年、政治家、BKP メンバー、学者)
- ペタル・パンチェフスキー　(1972; 陸軍大臣、陸軍大将)
- グリシャ・フィリポフ　（1989年、BKP中央委員会政治局員、首相）
- ボヤン・ブルガラノフ　（1966年、BKP中央委員会政治局員）
- ニキータ・フルシチョフ　(1964; CPSU 中央委員会書記長)
- レオニード・ブレジネフ　(1973、1976、1981; CPSU 中央委員会書記長、ソ連邦元帥)
- フリスト・プロダノフ　(1984; 登山家、死後)
- ブラゴイ・ペネフ　(1989; パルチザン、GUSV 長官、大佐)
- ボリス・ポポフ　(1989; 党派、外交官)
- ヤンコ・マルコフ　(1989; 国家安全保障局常駐長官、国家安全保障局国務院議員)

- ヴェンコ・マルコフスキー　(1985; 学者、詩人、国民の代表)
- ミショ・ミシェフ（1981年、党派、労働組合委員長、中将）
- イワン・ミハイロフ　(1967; 副首相、陸軍大将)
- ニコラ・ヤネフ　(1977; 党派、BKP メンバー)
- アントン・ユゴフ　（1989年；BKP中央委員会PBメンバー、首相中将）
- クルム・ラドノフ　(1982 年、ブルガリア人将校兼兵士、中将)
- ニコラ・ラチェフ　(1983; 党派、BKP メンバー、中将)
- カルロ・ルカノフ　(BKP中央委員会メンバー、副首相)
- ニコライ・ルカビシニコフ　(1979; 宇宙飛行士、ソ連)

## ちなみに
この勲章はソ連邦英雄勲章を参考にしたものであり、形や色も非常に似ている。